# Pinacopteryx
Pinacopteryx is een geslacht in de orde van de Lepidoptera (vlinders) familie van de Pieridae (Witjes).
Pinacopteryx werd in 1857 beschreven door Wallengren.

## Soort
Pinacopteryx omvat de volgende soort:
- Pinacopteryx eriphia - (Godart, 1819)